# Lingua proto-indoiranica
La lingua proto-indoiranica è la protolingua ricostruita alla base delle lingue indoiraniche, ramo dell'protoindoeuropeo. I suoi locutori, gli ipotetici proto-indoiranici antenati degli indoiranici, si ritiene siano vissuti nel tardo III millennio a.C., e sono generalmente connessi con l'orizzonte archeologico della cultura di Sintashta e degli inizi della cultura di Andronovo.
Il Proto-Indoiranico è stato una lingua Satem, possibilimente esistito meno di un millennio dopo la scomparsa della lingua protoindoeuropea, e a sua volta un millennio prima della lingua vedica dei Rigveda (fine del II millennio a.C.). È considerato l'antenato delle lingue indoarie, della lingua iranica, delle lingue dardiche e delle lingue nuristani.
| proto-indoiranico            | avestico; persiano antico | sanscrito vedico      |
| ---------------------------- | ------------------------- | --------------------- |
| *Háĉwas ‘cavallo’            | aspa; asa                 | aśvaḥ                 |
| *bʰāgá ‘parte, porzione’     | bāga; bāga-               | bhāgá                 |
| *bʱráHtā- ‘fratello’         | brātar; brātar-           | bhrātṛi               |
| *bhūmī ‘terra’               | —; būmiš                  | bhūmī                 |
| *mártija ‘mortale, uomo’     | maṣ̌iia-; martiya-         | martya                |
| *mā́Has ‘luna’                | mā̊; māha                  | māsa                  |
| *vāsara ‘primavera’          | vaŋri; vāhara             | vasar ‘mattina, alba’ |
| *arta ‘verità’               | aša; arta                 | ṛita                  |
| *dʰráugʰas ‘menzogna, bugia’ | draoγa; drauga            | droha                 |
| *sáumas ‘spremuta’           | haoma; —                  | sóma                  |